# 我的路
《我的路》是寂地画的漫画，获得金龙奖（OACC）最佳绘本漫画，主角是爱戴帽子、穿着大衣胸前缝着一颗红心的V先生。全书一共8个故事。在《新蕾·STORY100》杂志刊载。在2004年出。